# 杜氏翅茎草
杜氏翅茎草（学名：Pterygiella duclouxii），为玄参科翅茎草属下的一个植物种。